# Michel Maurice-Bokanowski
Michel Maurice-Bokanowski (* 6. November 1912 in Paris; † 3. Mai 2005 ebenda) war ein französischer Politiker, der mehrere Jahre lang Mitglied der Nationalversammlung sowie zwischen 1959 und 1960 Staatssekretär im Innenministerium war. Er fungierte zwischen 1960 und 1962 als Minister für Post und Telekommunikation und war im Anschluss von 1962 bis 1966 Industrieminister. 1968 wurde er Mitglied des Senats, dem er 27 Jahre lang bis 1995 angehörte.

## Leben

### Berufliche Tätigkeiten und Zweiter Weltkrieg
Michel Maurice-Bokanowski war der Sohn des Politikers Maurice Bokanowski, der 1924 Marineminister sowie von 1926 bis zu seinem Tod bei einem Flugzeugabsturz am 2. September 1928 Minister für Handel und Industrie war. Er selbst wurde nach dem Besuch des traditionsreichen Lycée Condorcet 1932 Mitarbeiter des AutomobilKonstrukteurs André Citroën und war später von 1937 bis 1939 Leiter der Service-Abteilung der Societé Philips France. Nach Beginn des Zweiten Weltkrieges wurde er 1939 zum Militärdienst einberufen und wurde aufgrund seiner guten Englischkenntnisse an eine Schule der British Army versetzt, an der Verbindungsoffiziere ausgebildet wurde.
Im Juni 1940 nahm er an der Schlacht von Dünkirchen und verließ Frankreich im Sommer 1940. Auf Vermittlung seines Stiefbruders, der Jagdflieger war, ging er 1942 nach Algier, wo er einer gemeinsamen französisch-britischen Spezialeinheit der 1. Britischen Armee unter Generalleutnant Kenneth Anderson zugeordnet wurde. In dieser nahm er am Tunesienfeldzug teil und wurde Angehöriger der 1. Division der Forces françaises libres, wo er erst den Marinefüsilieren zugeordnet wurde. Danach war Kommandant einer Panzereinheit, mit der er an den Kämpfen um Elsass und Lothringen 1944 teilnahm.
Am Ende des Krieges war er Oberleutnant und wurde unter anderem mit dem Croix de guerre sowie verschiedenen Nennungen im Kriegsbericht geehrt. Am 19. Oktober 1945 wurde er von General Charles de Gaulle zum Compagnon des Ordre de la Libération ernannt.

### Vierte Republik

#### Mitglied der Nationalversammlung
Nach Kriegsende war Maurice-Bokanowski als Manager für verschiedene Unternehmen sowie als Beratender Ingenieur tätig. Seine politische Laufbahn begann als er 1947 zum Mitglied des Gemeinderates von Asnières-sur-Seine gewählt. Er trat der gaullistischen Rassemblement du peuple français (RPF) bei und wurde deren Generalsekretär in der Region Île-de-France.
Bei den Wahlen vom 17. Juni 1951 kandidierte er auf der Liste der RPF für den fünften Wahlkreis des Département Seine. Er belegte auf der Liste den zweiten Platz nach Edmond Barrachin, der bereits zwischen 1936 und 1940 für die Parti républicain de la liberté (PRL) Mitglied der Nationalversammlung war und 1946 wieder Abgeordneter wurde. Die Liste gewann mit 97.325 Stimmen 28,5 Prozent der Wählerstimmen und konnte damit drei Abgeordnete stellen. In seiner ersten Legislaturperiode wurde er zunächst Mitglied des Wirtschaftsausschusses (Commission des affaires économiques) sowie im Juli 1953 Mitglied des Finanzausschusses (Commission des finances), für den er mehrmals Berichterstatter zu Themen wie der Besteuerung von Unternehmen und den Arbeitsbedingungen von Freiberuflern war.
Die Wahlen vom 2. Januar 1956 waren von Schwierigkeiten geprägt, da es durch die 1951 vollzogene Spaltung von Parteien eine große Anzahl von Wahllisten gab. So hatte zum Beispiel Edmond Barrachin, der am 6. März 1956 zusammen mit 26 anderen Abgeordneten der RPF für die Ernennung von Antoine Pinay zum Premierminister gestimmt hatte, die Action républicaine et sociale (ARS) gegründet. Wie dieser führte auch Maurice-Bokanowski eine Liste an, die vom politisch rechten Centre national des indépendants (CNI) unterstützt wurde. Als Spitzenkandidat der Républicains sociaux im fünften Wahlkreis des Département Seine musste er die Positionen seiner Partei gegen die der dem Gaullismus nahestehenden Parti républicain, radical et radical-socialiste (RRRS) von Pierre Mendès France verteidigen, die in seinem Wahlkreis ebenfalls antrat. Letztendlich erzielte er 19.253 der 422.225 abgegebenen Wählerstimmen und wurde mit 4,6 Prozent der Stimmen denkbar knapp wiedergewählt.
Im Anschluss wurde Maurice-Bokanowski Mitglied des Ausschusses für industrielle Produktion und Energie (Commission de la production industrielle et de l’énergie) sowie 1957 auch Mitglied der Rentenkommission (Commissions des pensions) sowie des Ausschusses für Getränke (Commissions des boissons). Bei einer Debatte am 10. März 1957 kritisierte er die Regierung von Premierminister Guy Mollet heftig wegen deren Preispolitik, dem Rückgang der Devisenreserven sowie dem chronischen Defizit der verstaatlichten Unternehmen. Des Weiteren wurde er am 13. März 1958 auch Vertreter Frankreichs in der gemeinsamen Parlamentarischen Versammlung der Europäischen Gemeinschaften.

### Fünfte Republik

#### Abgeordneter, Staatssekretär und Minister
Bei den Wahlen zur ersten Nationalversammlung der am 5. Oktober 1958 gegründeten Fünften Französischen Republik am 30. November 1958 kandidierte Maurice-Bokanowski für die ebenfalls dem Gaullismus nahestehende Union pour la Nouvelle République (UNR) im 37. Wahlkreis des Département Seine und wurde wieder zum Abgeordneten gewählt. Am 20. Januar 1959 übernahm er in der Regierung von Premierminister Michel Debré die Funktion als Staatssekretär im Innenministerium und war damit einer der engsten Mitarbeiter von Innenminister Jean Berthoin sowie von dessen Nachfolger Pierre Chatenet. 1959 wurde er erstmals Bürgermeister von Asnières-sur-Seine und übte dieses Amt 25 Jahre lang bis 1994 aus.
Im Rahmen einer Kabinettsumbildung ernannte ihn Debré am 4. Februar 1960 als Nachfolger von Bernard Cornut-Gentille zum Minister für Post und Telekommunikation (Ministre des Postes et Télécommunications). In diesem Ministeramt verblieb er bis zum Ende von Debrés Amtszeit am 14. April 1962.
In der darauf folgenden ersten Regierung von Premierminister Georges Pompidou übernahm Maurice-Bokanowski am 15. April 1962 das Amt des Industrieministers (Ministre de l’Industrie). Er übte diese Funktion auch in Pompidous zweiter Regierung bis zum 8. Januar 1966 aus. Zwischenzeitlich wurde er bei den Wahlen vom 18. November 1962 für die Union pour la Nouvelle République-Union Démocratique du Travail (UNR-UDT) im 37. Wahlkreis des Département Seine wieder zum Mitglied der Nationalversammlung gewählt, legte dieses Mandat aber am 6. Januar 1963 nach der erneuten Berufung in die Regierung nieder.

#### Senator
Maurice-Bokanowski wurde bei den Wahlen vom 22. September 1968 als Kandidat der Union pour la défense de la République (UDR) im Département Hauts-de-Seine erstmals zum Mitglied des Senats gewählt. Nach seinem Einzug in den Senat wurde er am 8. Oktober 1968 Mitglied des Ausschusses für Auswärtige Angelegenheiten, Verteidigung und die Streitkräfte (Commission des affaires étrangères, de la défense et des forces armées). Während der Folgezeit trat er der 1971 gegründeten Union des démocrates pour la République(UDR) bei, ehe er 1976 zu der von Jacques Chirac gegründeten Rassemblement pour la République (RPR) wechselte. Während dieser Zeit wurde er am 17. Mai 1977 auch Mitglied eines Untersuchungsausschusses, der sich mit Verfahren gegen Senator Georges Dardel befasste.
Bei den Wahlen vom 25. September wurde Maurice-Bokanowski für die RPR im Département Hauts-de-Seine wieder zum Mitglied des Senats gewählt. Danach wurde er auch als Mitglied des Ausschusses für Auswärtige Angelegenheiten, Verteidigung und die Streitkräfte bestätigt, ehe er am 7. Oktober 1980 Mitglied des Kulturausschusses (Commission des affaires culturelles) wurde. Zugleich wurde er am 1. Oktober 1981 auch Mitglied eines Gemeinsamen Ausschusses von Senat und Nationalversammlung zur Prüfung des staatlichen Rundfunkmonopols sowie am 13. April 1982 eines Sonderausschusses zur Untersuchung der Forschung und technologischen Entwicklung in Frankreich. Am 5. Oktober 1983 wechselte er als Mitglied in den Finanzausschuss (Commission des finances) und war ferner vom 27. Mai bis zum 14. Juni 1983 auch Mitglied eines Sonderausschusses zur Untersuchung der Möglichkeiten der Ausrichtung einer Weltausstellung. Später wurde er wegen dieser Legislaturperiode am 2. Mai 1985 Mitglied eines Kontrollausschusses zur Verteilung von Frequenzbändern für den öffentlichen Rundfunk sowie am 14. November 1985 Mitglied des Verwaltungsrates der öffentlich-rechtlichen Rundfunkanstalten.
Am 28. September 1986 wurde Maurice-Bokanowski als Kandidat der RPR im Département Hauts-de-Seine abermals zum Senator gewählt und wurde daraufhin am 9. Oktober 1986 wieder Mitglied des Kulturausschusses, ehe er am 5. Oktober 1989 wieder Mitglied des Auswärtigen Ausschusses (Commission des affaires étrangères) wurde. Diesem Ausschuss gehörte er bis zu seinem Ausscheiden aus dem Senat am 1. Oktober 1995 an.